# Sindicato dos Estivadores e Trabalhadores em Estiva de Minérios do Rio de Janeiro
Sindicato dos Estivadores e Trabalhadores em Estiva de Minérios do Rio de Janeiro é um entidade de classe de estivadores da cidade do Rio de Janeiro, fundado em 13 de setembro de 1903, sendo considerado o primeiro sindicato do Brasil

Criado com o nome de Companhia dos Homens Pretos e conhecido como Resistência, a organização, além de atuar na área sindical, possuía caráter cultural, ajudando a organizar o rancho carnavalesco Recreio das Flores, bem como a escola de samba Império Serrano. O Império, inclusive, homenageou o sindicato em 2001 com seu enredo "O Rio corre pro Mar", e um samba-enredo que tinha entre seus autores, Arlindo Cruz. Versos do samba diziam:
| “ | Sou Resistência, sou Império sim senhor | ” |

| “ | E assim, nasceu a Estiva, o primeiro sindicato do Brasil | ” |

Na década de 2000, o Sindicato esteve envolvido em disputa judicial contra a Libra, concessionária do Porto do Rio de Janeiro.